# 伏兵
伏兵（ふくへい）は、戦闘を予期して、その予想される仮想戦場に兵士をおくこと、また、その兵士。あるいは戦闘時に先の展開を予想し戦場に隠しておく兵士のことも指す。埋伏とも。

## 用途と歴史
戦法としては古くからあり、『孫子』の兵法に記載されている。
大きな成功例としては、第二次ポエニ戦争における「トラシメネス湖の待ち伏せ」がある。この戦いではカルタゴのハンニバル将軍が伏兵を巧みに使ってローマ軍を撃退している。
日本でも、一種の奇襲戦法として広く用いられた。『日本書紀』に記された例では、雄略天皇8年（464年）、任那日本府の軍が高句麗兵に包囲された新羅の城へ救援に赴いた際、伏兵を用いて高句麗軍を破った。

## その他
転じて、一般の社会において、予想していなかった場所や方向からの攻撃や非難を「伏兵」ということがある。
競技などでは、ダークホースや番狂わせを起こした者に対して使われることもある。